# Kimberly McCullough
Kimberly Anne McCullough (Bellflower (California), 5 marzo 1978) è un'attrice e ballerina statunitense.
Figlia di una ballerina, inizia la sua carriera ad appena 7 mesi prendendo parte ad uno spot pubblicitario e ha recitato nel suo primo film a 5 anni. Tra i film, è principalmente nota per aver recitato nel film Bugsy, nel ruolo di una delle due figlie di Warren Beatty. È anche attiva come ballerina.

## Filmografia

### Cinema
- Bugsy, regia di Barry Levinson (1991)

### Televisione
- The Shield - serie TV, episodi 1x05-1x07-3x04-7x05 (2002-2008)

## Doppiatrici italiane
- Laura Latini in The Shield